# Joseph Yacovelli

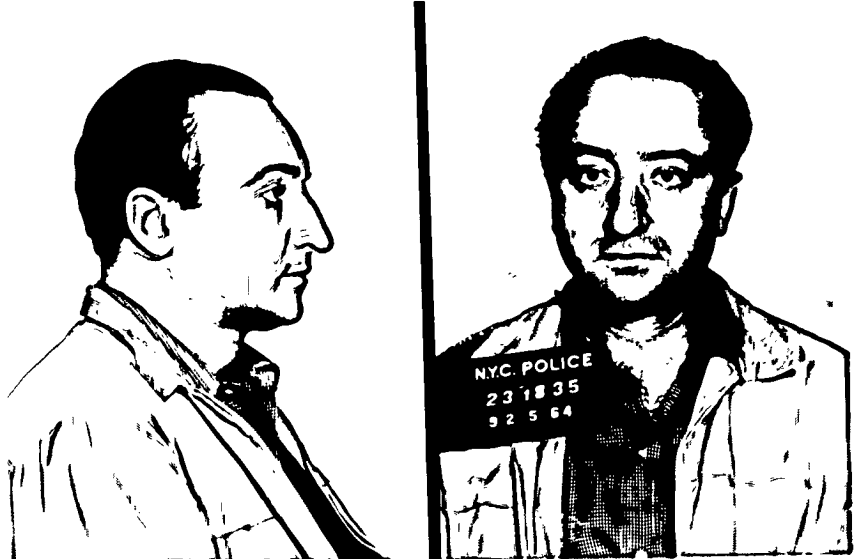
Joseph Yacovelli

Joseph „Jo Yak“ Yacovelli (auch Joseph Iacovelli) (* 1929; † nach 1973) war ein hochrangiges Mitglied der US-amerikanischen La Cosa Nostra und war kurzfristig Oberhaupt der „Colombo-Familie“ in New York City.
Am 7. April 1972 wurde Joseph „Crazy Joe“ Gallo ermordet, während er seinen 43. Geburtstag feierte. Sein Leibwächter Peter Diapoulas  überlebte nur knapp das Attentat, von dem die Untersuchungsbeamten annahmen, dass es durch Joseph Yacovelli angeordnet und durch Frank Sheeran ausgeführt worden sei. Damit endete nach über zehn Jahren der interne Konflikt in der Colombo-Familie, der noch unter Joseph Profaci begonnen hatte und eigentlich formal unter Joseph Magliocco 1963 als beendet galt.
Am 13. November 1972 wurde Joseph Yacovelli zusammen mit Carmine Persico, Carmine „Sonny Pinto“ DiBiase und Joseph Russo der Strafvereitelung angeklagt. Russo war des Mordes verdächtig; letztendlich scheiterte die Anklage am 25. September 1973.
Eigentlich war Joseph Yacovelli der sogenannte Consigliere – also der Berater – des Clans gewesen, so gesehen war er vielleicht tatsächlich nur als ein vorübergehendes geschäftsführendes Oberhaupt der „Colombo-Familie“ akzeptiert; Joseph Colombo lag ja immer noch im Koma, aus dem er nie wieder erwachte und erst 1978 verstarb. Jedenfalls verzichtete Yacovelli 1973 zugunsten von Joseph Brancoto.
Nach anderer Lesart war Yacovelli sogar nie Oberhaupt der Familie, sondern als Joseph Colombo im Koma lag, wurde es zunächst Vincenzo Aloi und dann, ebenfalls unter Auslassung von Joseph Brancoto, bereits 1972 Carmine Persico.